# Karwia
Karwia (dodatkowa nazwa w j. kaszub. Karwiô, niem. Karwen) – wieś w Polsce, w województwie pomorskim, w powiecie puckim, w gminie Władysławowo, nad Morzem Bałtyckim.
Karwia to nadmorska miejscowość letniskowa. Ma szeroką plażę o długości około 3 km, przystań morską dla rybaków (pas plaży) i dwa letnie kąpieliska. Większość zabudowy obejmuje liczne prywatne kwatery, pensjonaty i ośrodki wypoczynkowe. Zachowało się wiele obiektów budowlanych sprzed II wojny światowej sięgających nawet lat 90. XIX wieku, wybudowanych w charakterystycznym stylu rozpowszechnionym na Nordzie mających wartość zabytkowo-historyczną.
Wieś królewska położona była w II połowie XVI wieku w powiecie puckim województwa pomorskiego. W latach 1963–1972 część osiedla Jastrzębia Góra. W latach 1973–2014 część miasta Władysławowo.

## Położenie
Karwia jest położona na wschodnim krańcu Wybrzeża Słowińskiego, między Kanałem Karwinką od zachodu a strugą Czarna Woda od wschodu. Wieś graniczy: od wschodu z sołectwem Ostrowo, z południa z miejscowością Karwieńskie Błoto Pierwsze, z zachodniej strony z miejscowością Karwieńskie Błoto Drugie i od północy z Bałtykiem. Do najbliższego miasta Władysławowa jest stąd 16 km, do Pucka 25 km, Helu 51 km, Sopotu 61 km, Łeby 63 km.
Około 7 km od zabudowań znajduje się najdalej na północ wysunięty punkt Polski (przed II wojną światową Karwia była najdalej wysuniętą wsią na północ Polski, nie licząc regionów dzisiejszej Litwy). Przez miejscowość przebiega droga wojewódzka nr 215 łącząca Władysławowo i Sulicice.
Według danych urzędu miejskiego powierzchnia sołectwa wynosi 245,6 ha.

## Warunki przyrodnicze
Pas wybrzeża Karwi stanowi część Nadmorskiego Parku Krajobrazowego (na północ od ul. Wojska Polskiego), zaś pozostały obszar sołectwa stanowi część Nadmorskiego Obszaru Chronionego Krajobrazu. W Karwi przybrzeżne wody Bałtyku w pasie o około 15 kilometrowej szerokości wchodzą w skład obszaru specjalnej ochrony ptaków Natura 2000 o nazwie PLB990002 Przybrzeżne Wody Bałtyku. Zimują tu w znaczącej liczbie nur czarnoszyi i rdzawoszyi. Szczególne znaczenie mają również populacje lodówki, nurnika i uhli. W faunie dominują drobne skorupiaki i rzadko foki szare i obrączkowane i morświny.

### Galeria – środowisko
Zdjęcia z 2016:

Kanał Karwinka
Ujście Kanału Karwinka do morza
Na Kanale Karwinka
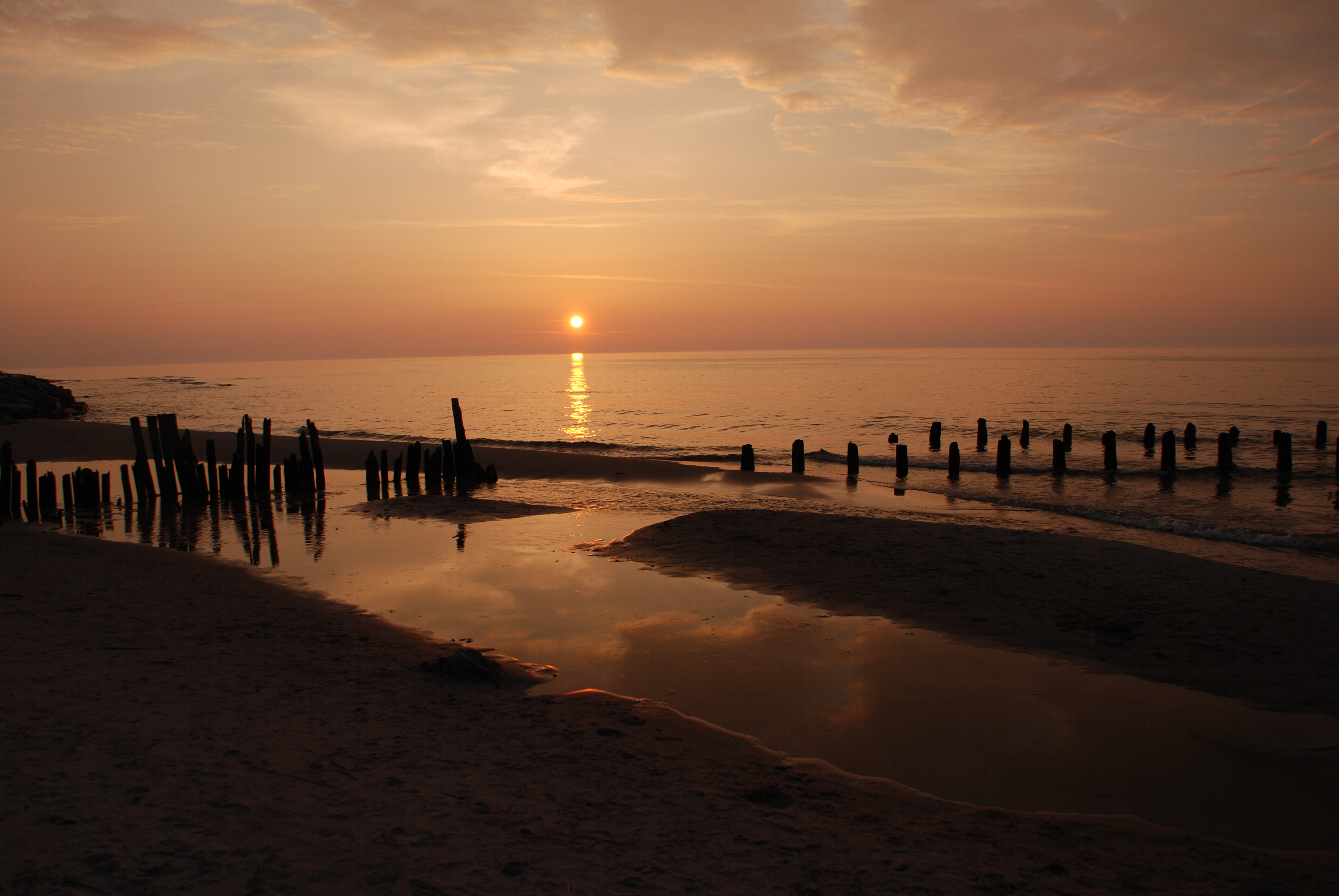
Plaża wieczorem
Plaża w Karwi, wejścia 43-45
Plaża o poranku
Struga Czarna Woda
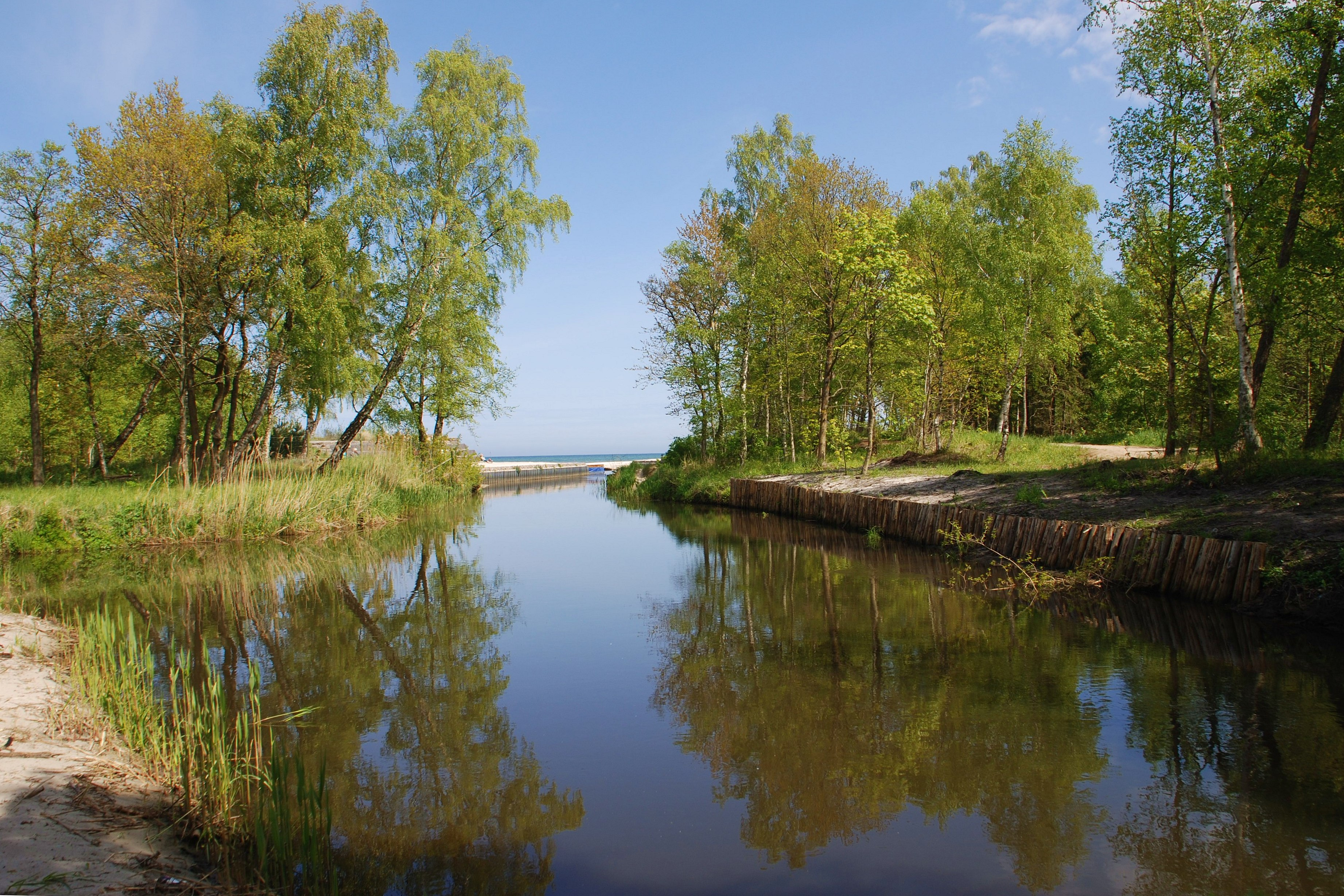
Czarna Woda, przed ujściem do Bałtyku
Czarna Woda, ujście do morza

## Historia
Karwia po raz pierwszy pojawia się w dokumentach w 1274. W XIII wieku była prawdopodobnie lokowana na prawie chełmińskim jako mała osada rybacka. Osadę otaczały od południa i zachodu bagna zalewane cyklicznie przez morze. W 1599 starosta pucki Jan Jakub Wejher sprowadził osadników holenderskich w celu ich osuszenia i przywrócenia do użytkowania. Zbudowali na nich nową osadę Karwieńskie Błota i wywarli także wpływ na rozwój sąsiedniej Karwi. Pod koniec XVI wieku rybacy z Karwi daninę w postaci ryb płacili kościołowi w Strzelnie. W 1677 król polski Jan III Sobieski zwolnił ich z podatku za połów ryb. Polska nazwa osady pojawiła się około 1670. W 1773 morze zalało całą miejscowość. Bałtyk często zalewał wieś w czasie sztormów. Dopiero w latach 1930. na zachód od wsi wybudowano kilometrową tamę typu holenderskiego, która zabezpieczyła wieś przed powodziami.
W grudniu 1889 otwarto w Karwi stację ratownictwa brzegowego, wyposażoną w metalową łódź ratowniczą (wraz z wozem do jej transportu i wodowania) oraz rakietowy zestaw do ratowania ludzi z wysztrandowanych statków. Po I wojnie światowej stacja przeszła pod zarząd wojewody pomorskiego a później Urzędu Morskiego w Gdyni, lecz nie była utrzymywana i utraciła funkcjonalność. Budynek stacji pozostał, w 2016 był dzierżawiony przez miejscową OSP.
W Karwi w latach 1945–1991 stacjonowała strażnica WOP. Budynki byłej placówki przekształcono na ośrodek szkoleniowo-wypoczynkowy Straży Granicznej.
W 1950 wzniesiono nowy kościół, a w 1957 została erygowana parafia rzymskokatolicka. Mieszkańcy Karwi zajmowali się głównie rybołówstwem oraz rolnictwem i hodowlą bydła. W okresie międzywojennym do Karwi zaczęło przybywać coraz więcej letników. Polska miała wtedy zaledwie 24 kilometrowy dostęp do morza otwartego (od Dębek przez Karwię do Władysławowa) nie licząc Mierzei Helskiej. Ale zdecydowany rozwój wsi jako nadmorskiej miejscowości letniskowej rozpoczął się pod koniec XX wieku. W 2012 w Karwi wyznaczono dwa letnie kąpieliska nadmorskie z wejściami na plażę nr 43 i 45 z ulicy Wojska Polskiego, a kąpielisko z wejściem nr 43 spełniało obowiązkowe wymogi jakościowe dla wody w kąpielisku Unii Europejskiej.
Przynależność administracyjna miejscowości w okresie powojennym:
- 1946–1954 Karwia w gminie Strzelno, powiat wejherowski, województwo gdańskie
- 1954–1960 Karwia jako gromada w powiecie puckim
- 1960–1972 Karwia należała do gromady Jastrzębia Góra
- 1973–2014 Karwia w granicach miasta Władysławowa
- od 2015 Karwia jako wieś sołecka w gminie miejsko-wiejskiej Władysławowo[14]

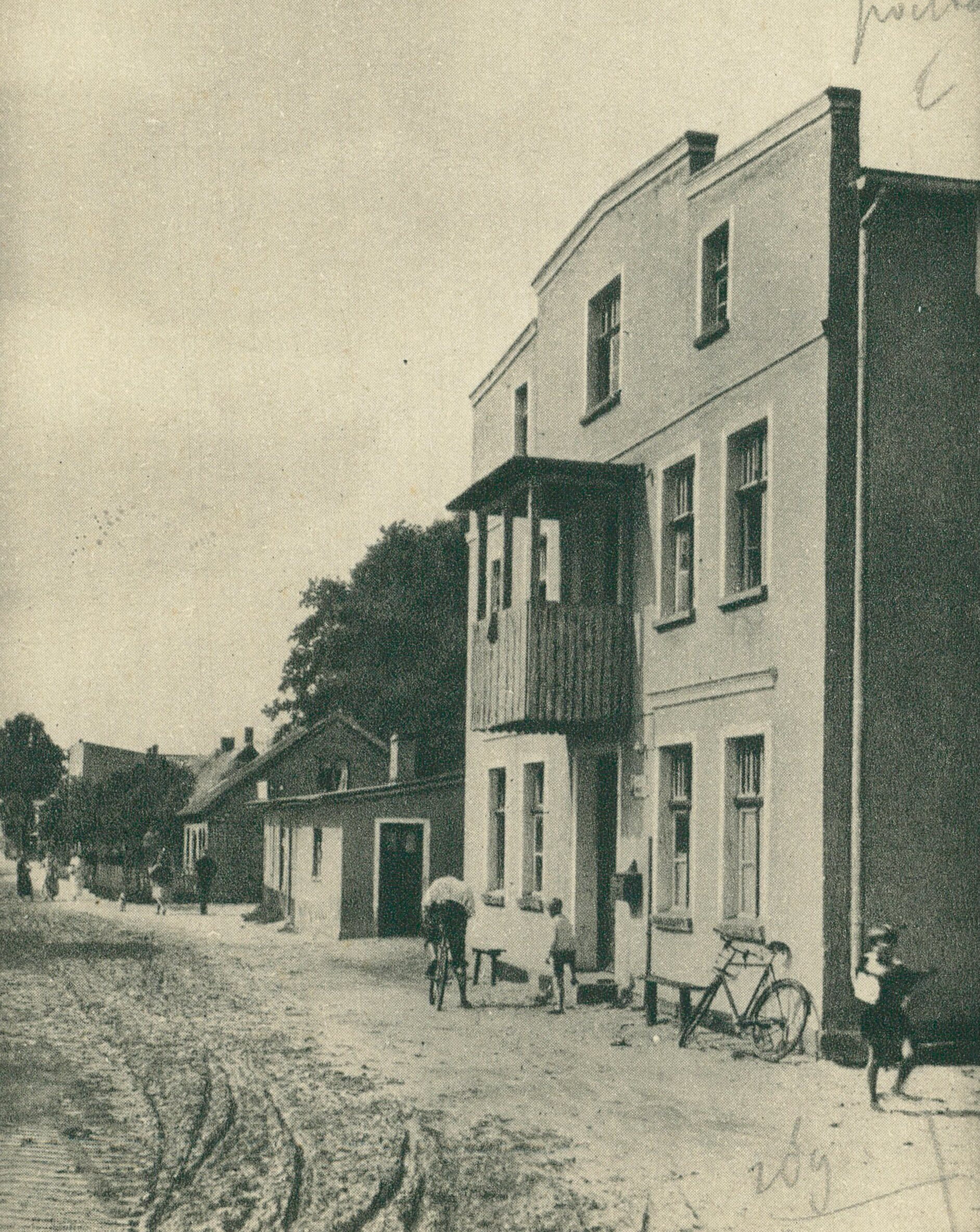
Główna ulica w dwudziestoleciu międzywojennym
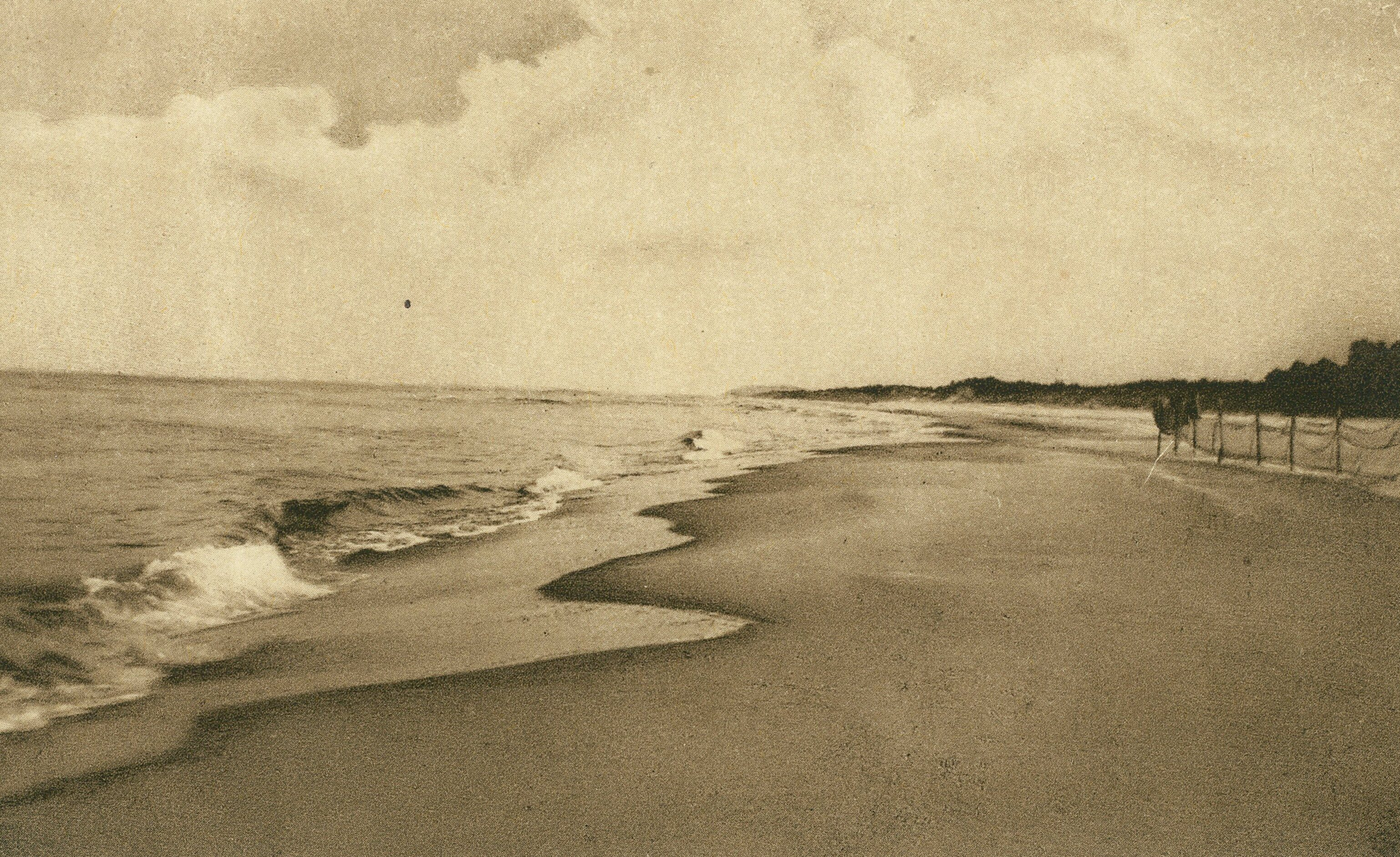
Plaża, przed 1929
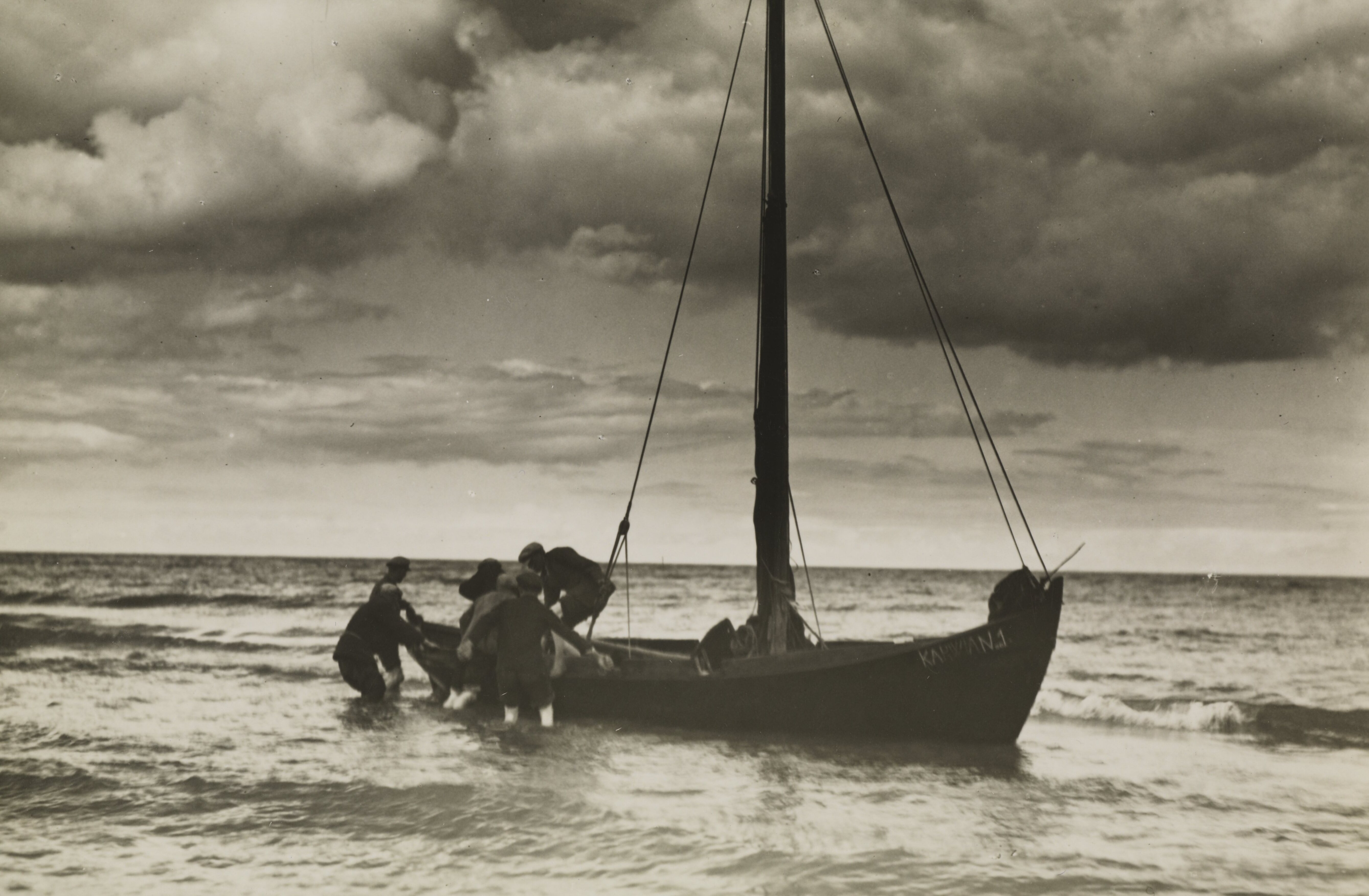
Rybacy w Karwii, przed 1939
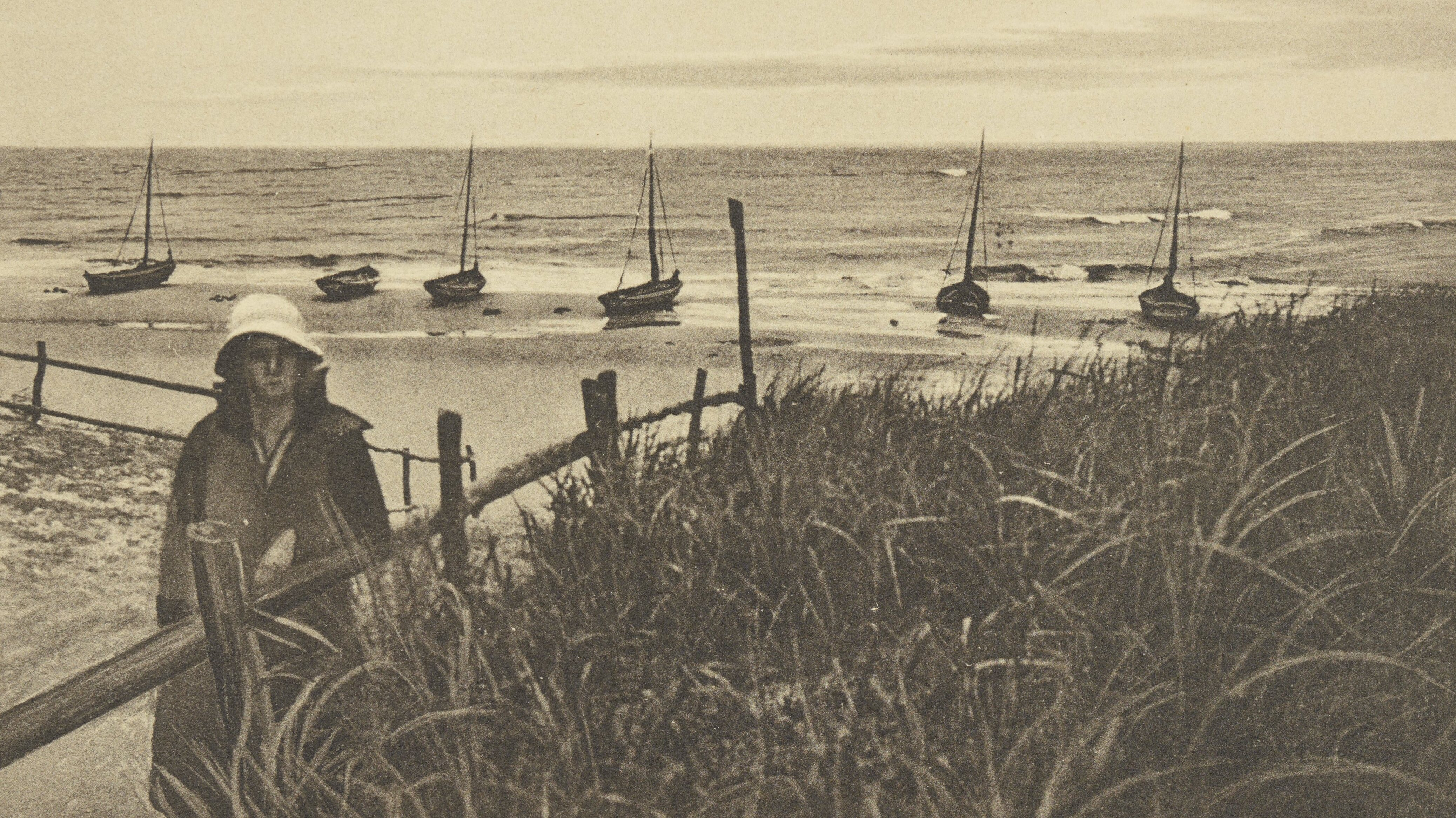
Wybrzeże morskie w Karwii, 1925

## Demografia
W 1678 w osadzie mieszkało 39 osób. W 1849 wieś liczyła 201 mieszkańców. W 1905 liczba mieszkańców Karwi wzrosła do 323. Popularnymi nazwiskami byli: Bisewski oraz Wittbrodt, Volkmann, Schmundt, które wiązały się z osadnikami holenderskimi. Po drugiej wojnie światowej nastąpił znaczny przyrost ludności zwłaszcza na przełomie XX i XXI wieku kiedy wieś zmieniła charakter z osady rybackiej i rolniczej na letniskową. W 2008 Karwia liczyła 931, a w 2012 992 stałych mieszkańców.

### Galeria – infrastruktura
Zdjęcia z 2016:

Szkoła Podstawowa
Ochotnicza Straż Pożarna
Biblioteka
Ul. Kolorowa
Fontanna przy ul. Kolorowej
Ul. Kopernika (droga woj. nr 215)
Dawna Strażnica WOP
Ul. Rybaków
Ul. Melioracyjna

## Polityka
W referendum 2003 Karwia zdecydowanie opowiedziała się za wejściem Polski do Unii Europejskiej, gdyż oddano 84,61% głosów na tak.
W wyborach parlamentarnych do Sejmu w dniu 25 października 2015 wieś zdecydowanie poparła Platformę Obywatelską, która zdobyła 44,90% głosów. Na drugie ugrupowanie Prawo i Sprawiedliwość oddano 26,28% głosów.
Także w wyborach prezydenckich w 2015 mieszkańcy Karwi głosowali na kandydata Bronisława Komorowskiego, który zdobywając 68,25% głosów wyraźnie pokonał w II turze Andrzeja Dudę (31,75% głosów).
Natomiast w wyniku ostatnich wyborów samorządowych do Rady Miejskiej przeprowadzonych w dniu 16 listopada 2014 Karwia jest reprezentowana w 15 osobowej Radzie Miejskiej przez jednego radnego z Komitetu Wyborczego Wyborców Pozytywne Zmiany.

## Zabytki
W miejscowości nie ma obiektów zabytkowych wpisanych do rejestru zabytków województwa pomorskiego. Według gminnej ewidencji zabytków przyjętej 7 kwietnia 2014 obiektami historyczno–zabytkowymi w Karwi są:
- Pensjonat Łucja z początku XX wieku przy ul. Wojska Polskiego 2
- Kościół rzymskokatolicki pw św. Antoniego Padewskiego wybudowany w latach 1948–1950
- Kaplica murowana z początku XX wieku przy ul. Rybaków 64
- Krzyż przydrożny na styku ul. Wojska Polskiego i Kopernika
- Domy mieszkalne z początku XX wieku: nr 5, 7–9, 10/12/14, 24, 58/60 przy ul. Rybaków; nr 8, 20, 25, 30 wraz z budynkiem gospodarczym, 33 i 37–39 przy ul. Wojska Polskiego; nr 5 i 6 przy ul. Dobrej i nr 5 przy ul. Kopernika.

### Galeria – zabytki
Zdjęcia z 2016:

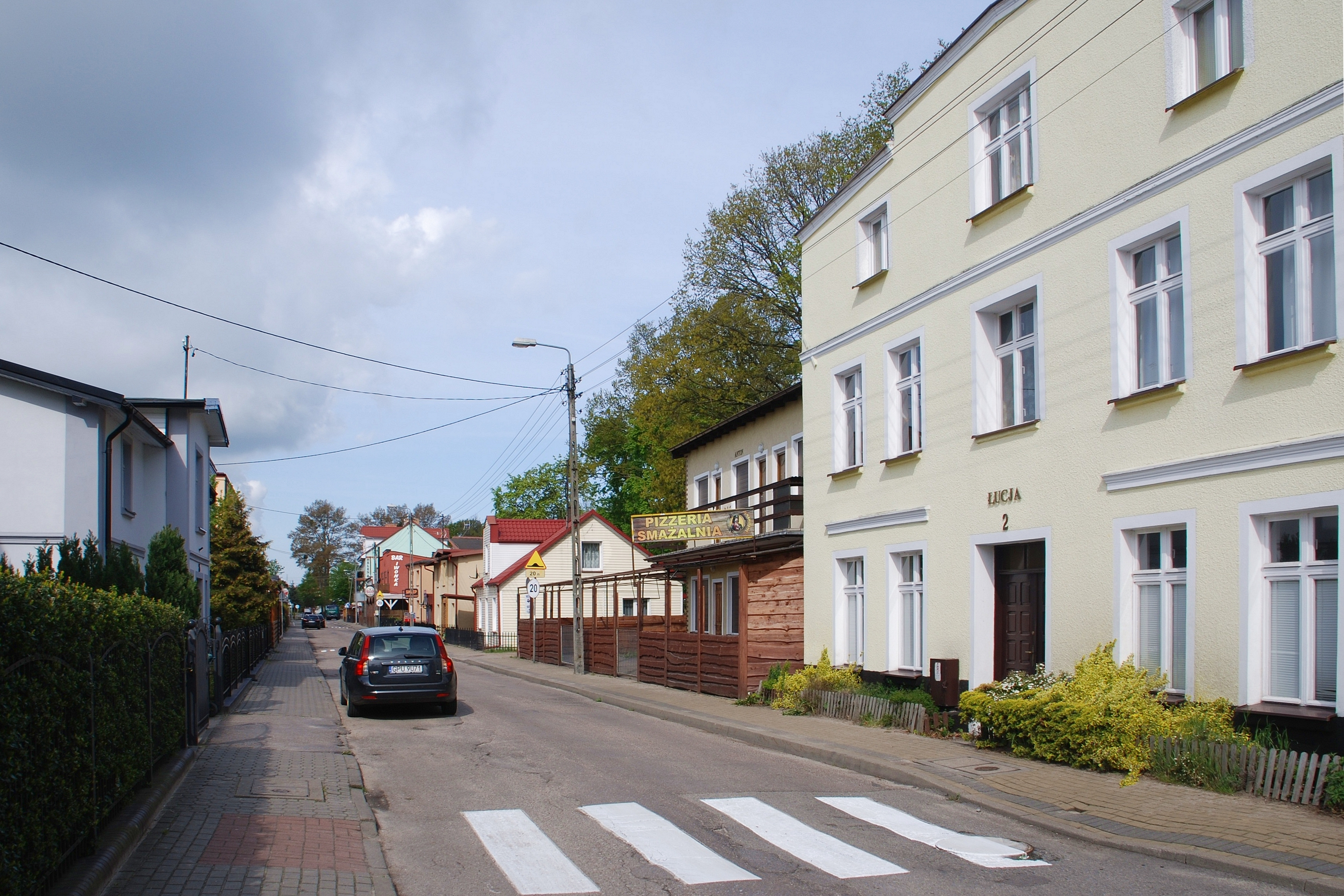
Pensjonat „Łucja”
Kapliczka przy ul. Rybaków
Kościół parafialny
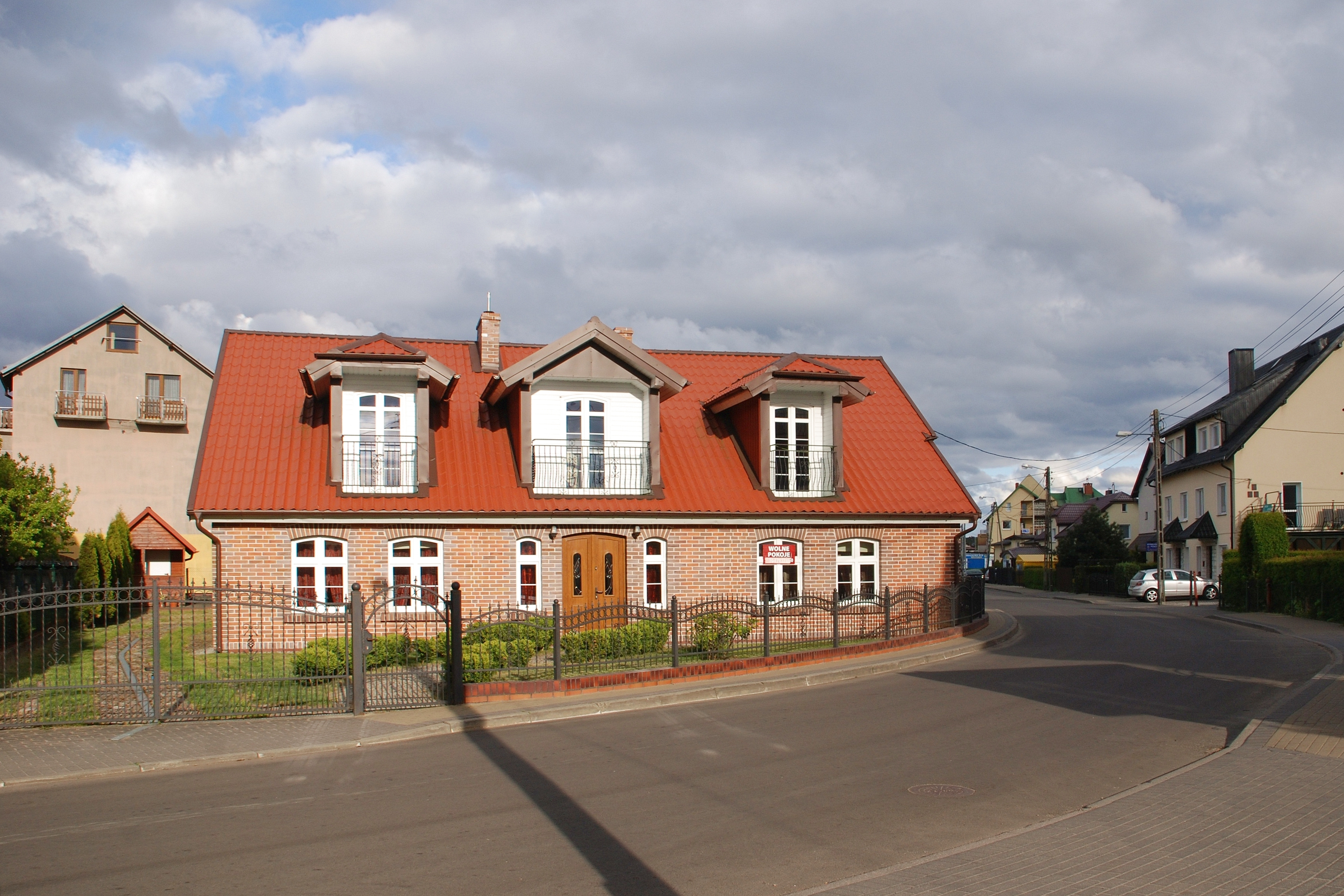
Dom mieszkalny przy ul. Rybaków 5
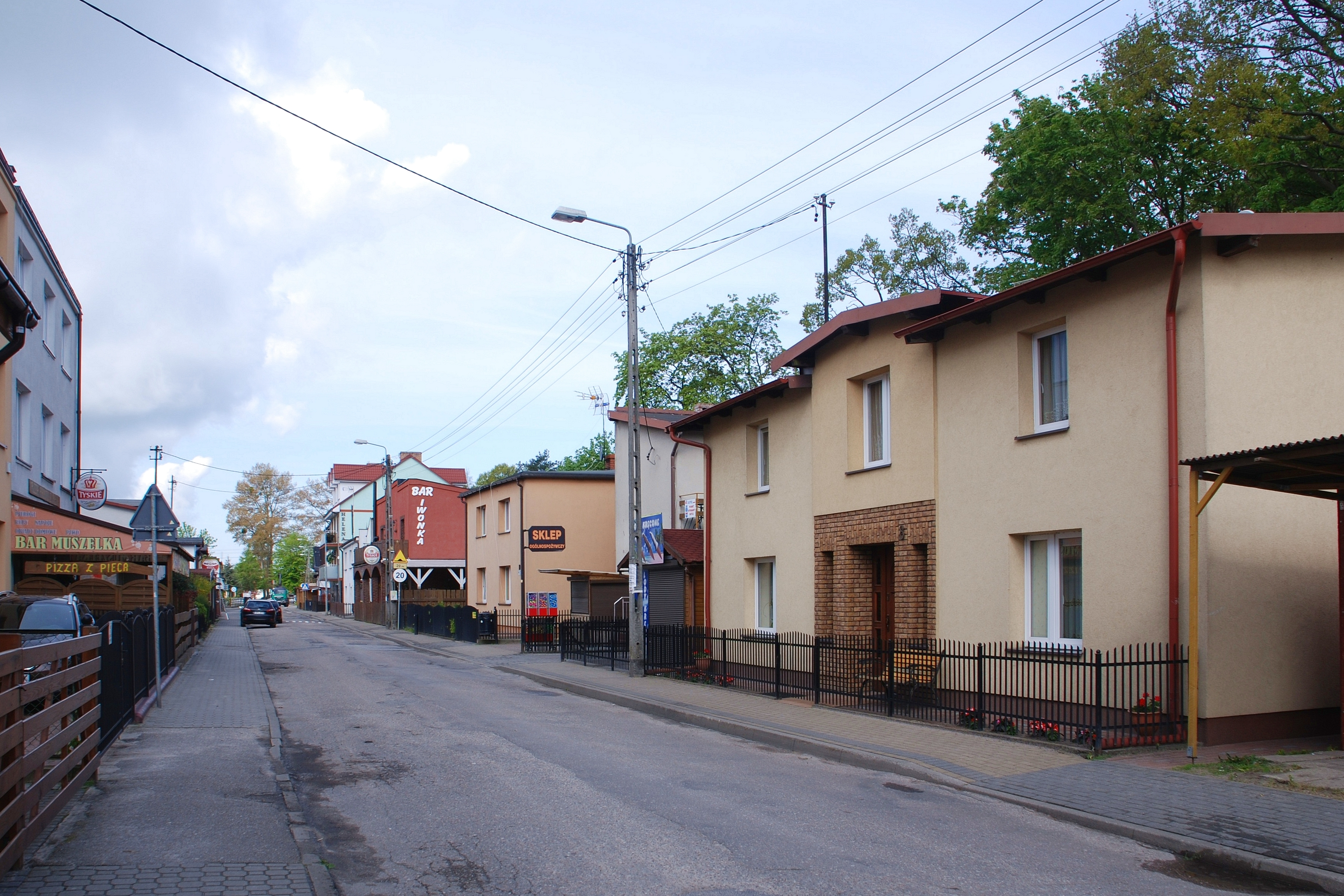
Dom mieszkalny przy ul. Wojska Polskiego 8
Budynek starej szkoły z 1892 roku przy ul. Wojska Polskiego 30
Budynek gospodarczy nauczycieli z Karwi z 1892 roku przy ul. Wojska Polskiego 30
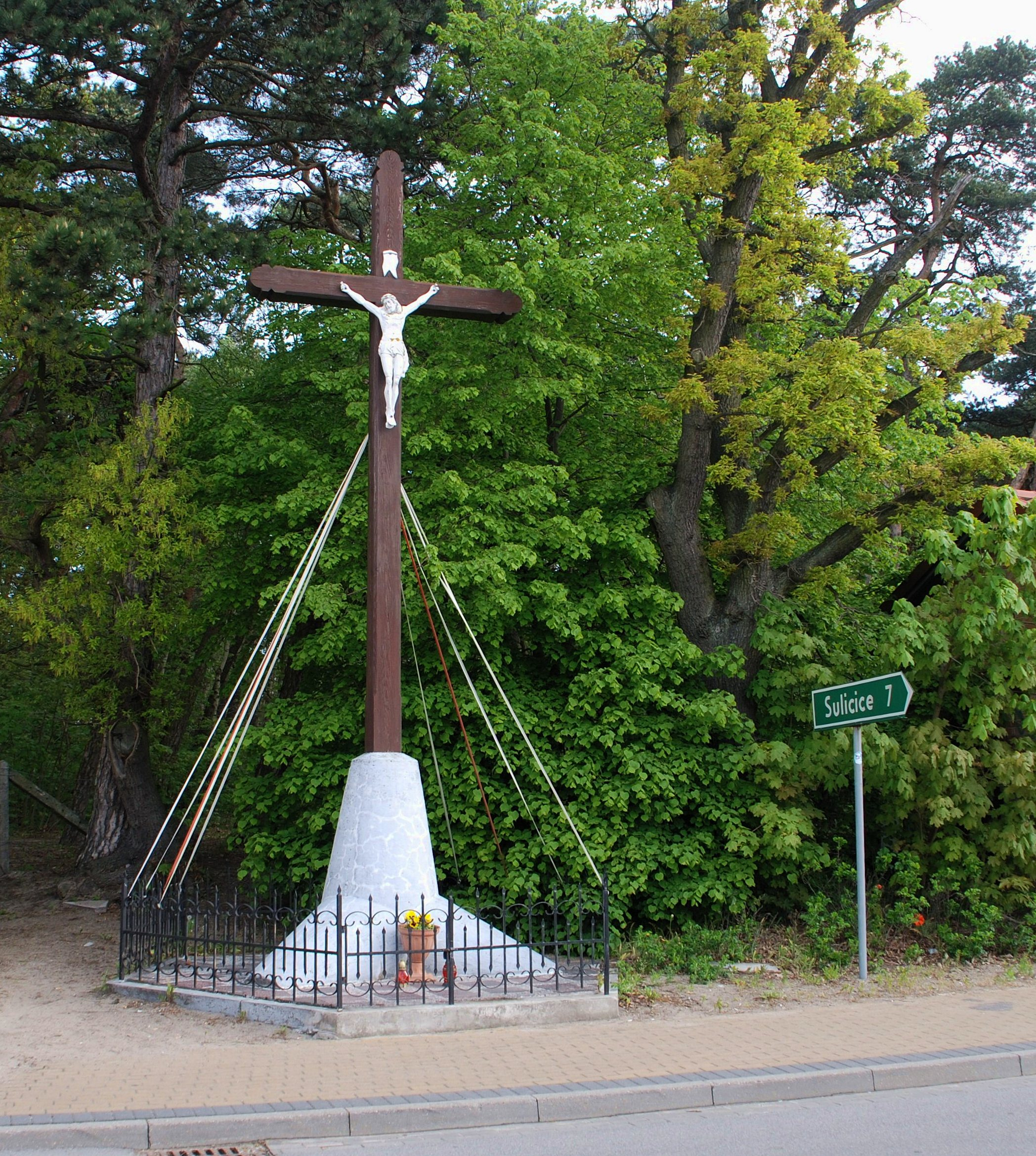
Krzyż przy zbiegu ul. Wojska Polskiego i Kopernika
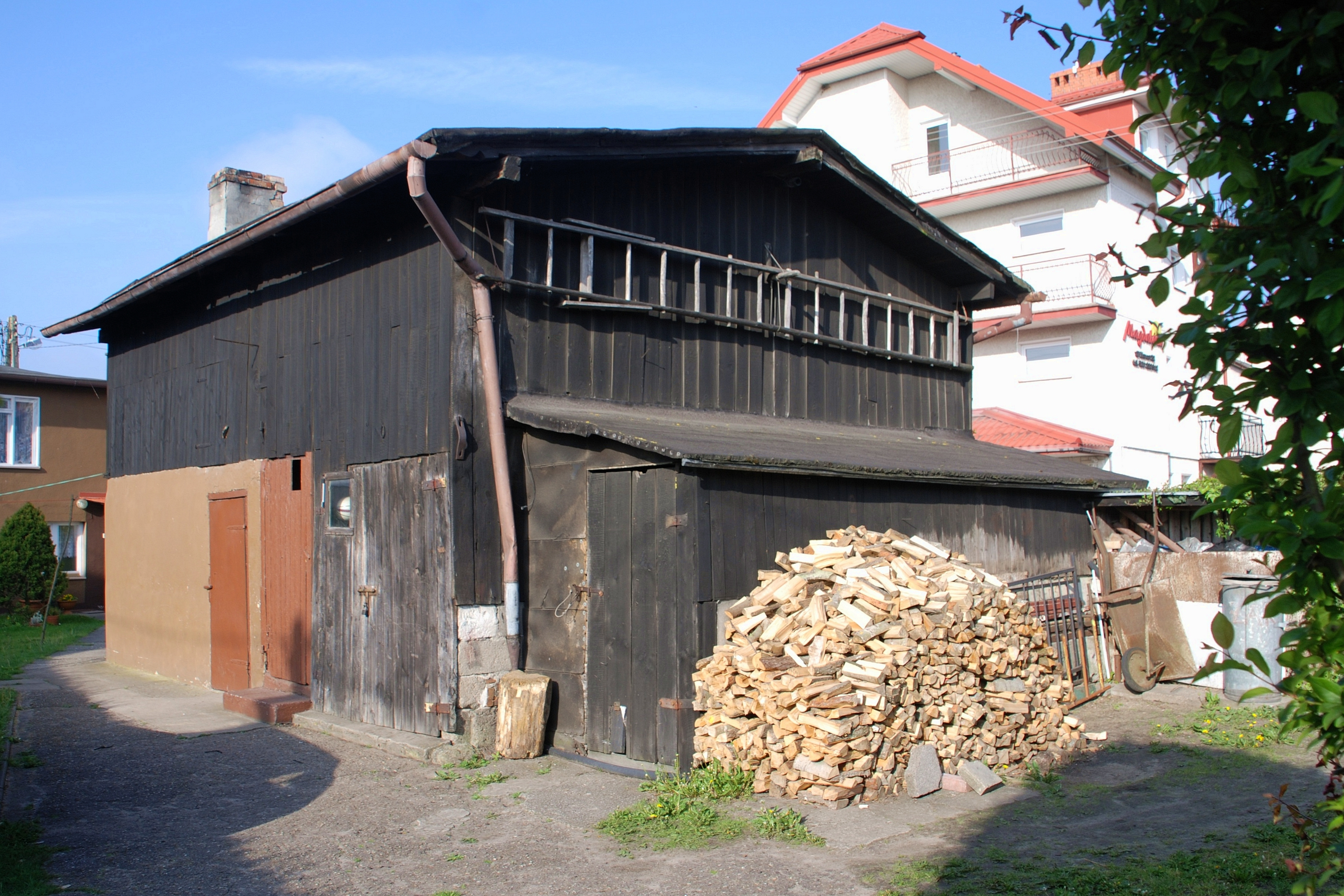
Ul. Rybaków, pozostałości dawnej zabudowy

## Turystyka
Szlaki piesze
- Szlak Nadmorski-Zatokowy (E9): Krokowa – Karwia – Ostrowo – Jastrzębia Góra – Rozewie – Władysławowo – Chałupy – Kuźnica – Jastarnia – Jurata[21]

Szlaki rowerowe
- Białogóra – Dębki – Karwia

Szlaki konne
- Wejherowo – Lubocino – Żarnowiec – Dębki – Karwia – Ostrowo – Jastrzębia Góra – Mechowo – Wejherowo

## Sport
W Karwi działa klub sportowy „Norda Karwia”. Drużyna piłkarska klubu w rozgrywkach gdańskiej klasy „B” w sezonie 2015/2016 zajęła 6 miejsce.

## Ludzie związani z Karwią
- Andrzej Kurylewicz